# Климовская (Череповецкий район)
Климовская — деревня в Череповецком районе Вологодской области.
Входит в состав Абакановского сельского поселения, с точки зрения административно-территориального деления — в Абакановский сельсовет.
Расстояние по автодороге до районного центра Череповца — 56 км, до центра муниципального образования Абаканово — 13 км. Ближайшие населённые пункты — Шуклино, Ждановская, Ярцево.
По переписи 2002 года население — 10 человек.